# مسابقات شطرنج ۱۸۵۱ لندن

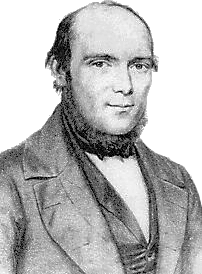
اولین مسابقات بین‌المللی شطرنج در جهان در سال ۱۸۵۱م، در نمایشگاه بزرگ، واقع در شهر لندن برگزار شد و آدولف آندرسن به قهرمانی رسید.

اولین مسابقات بین‌المللی شطرنج در سال ۱۸۵۱م، در شهر لندن برگزار شد. بانی این مسابقات، هوارد استانتون بود. در این مسابقات، برای اولین بار بهترین شطرنج بازان اروپا در مجموعهٔ واحدی از مسابقات، به رقابت با یکدیگر پرداختند.
در این رقابت‌ها آدولف آندرسن از آلمان در میان ۱۶ مدعی، مقام اول را کسب کرده و به عنوان قهرمان جهان شناخته شد.